# عزلة آل مقبل (مأرب)

تعديل مصدري - تعديل

عزلة آل مقبل هي إحدى عزل مديرية العبدية في محافظة مأرب اليمنية ويبلغ تعداد سكانها 1038 نسمة حسب التعداد السكاني في اليمن لعام 2004.